# N700i
FOMA N700i（フォーマ・エヌ なな まる まる アイ）は、NECが開発した、NTTドコモの第3世代移動通信システム(FOMA)端末製品である。

## 概要
N700iは、NTTドコモの第三世代携帯電話サービスであるFOMAを普及させるため、機能を選別して価格を抑えた廉価版製品群 FOMA 700i シリーズのひとつとして開発された。N901iCをベースとした、アークラインが特徴的な折りたたみ式端末である。
ディスプレイ背面は外装パネル「スタイルパネル」を差し替えることができ、カラーバリエーションに幅を持たせる スタイルプラス を提案。
カラーバリエーションはクリームチョコ、シルバー、ピンクの三種類。それぞれスタイルパネルがひとつ付属している。
メインディスプレイには2.3インチTFT液晶 (QVGA+) を採用。テレビ電話用に有効画素数11万のCCD カメラを搭載し、テレビ電話中の画面に表情豊かなアイコンをちりばめるデコレーションテレビ電話機能を利用できる。背面にはサブディスプレイ「イルミネーション・ウィンドウ」と有効画素数103万のCCDカメラを搭載。ボタン部分には FOMA N2051 で初めて採用され、その後上位製品群のFOMA N900i シリーズに搭載されてきたNEC独自のポインティングデバイス「ニューロポインター」を装備した。

## 仕様
- 寸法:
  - 高: 102 ミリメートル
  - 幅: 48 ミリメートル
  - 厚: 25 ミリメートル
- 重量: 109 グラム
- 画面:
  - メイン: 240×320 ピクセル (QVGA) 2.2 インチ TFT
  - サブ: 120×30 ピクセル 0.96 インチ STN
- カメラ: 外側 100万画素 CCD / 内側 11万画素 CCD
- 外部メモリーカード: miniSDメモリーカード（128MB 対応）
- 電池:
  - 連続待受時間: 静止時 430 時間 / 移動時 350 時間
  - 連続通話時間: 140 分間
  - 連続テレビ電話通話時間: 90 分間
- SAR 1.06 W/kg

## 歴史
- 2005年1月19日: 技術基準適合証明 （TELEC）による審査を通過（証明記号: 001XYAA1114）。
- 2005年1月21日: 電気通信端末機器審査協会 （JATE） による審査を通過（認定番号: A05-0002001）。
- 2005年2月2日: F700i・N700i・P700i・SH700i の発売予定が発表。
- 2005年3月11日: N700i 発売。

## 不具合
- 2006年1月25日: 通信不能になる不具合。基地局改修の影響によるもの。同様の不具合がN901iC・P901i・P700i・SH901iC・SH700iにおいても発生しており、いずれもソフトウェア更新によって対処。